# حرائق كاليفورنيا 2018
حرائق كاليفورنيا 2018 هي واحدة من أقوى الحرائق التي ضربت غابات ولاية كاليفورنيا، حيث غطت مساحة 6,749.57 كلم مربع وأصبحت هذه الحرائق أقوى الحرائق التي ضربت الولاية حسب قسم كاليفورنيا للغابات والحماية من الحرائق، بدأت هذه الحرائق في منتصف الصيف لتزداد كميتها فيما بعد وتخرج عن السيطرة، وفي نوفمبر 2018 وصلت عدد ألذين لقوا حتفهم بسبب الحرائق إلى 80 وفقد أكثر من 900 شخص.

## معرض صور

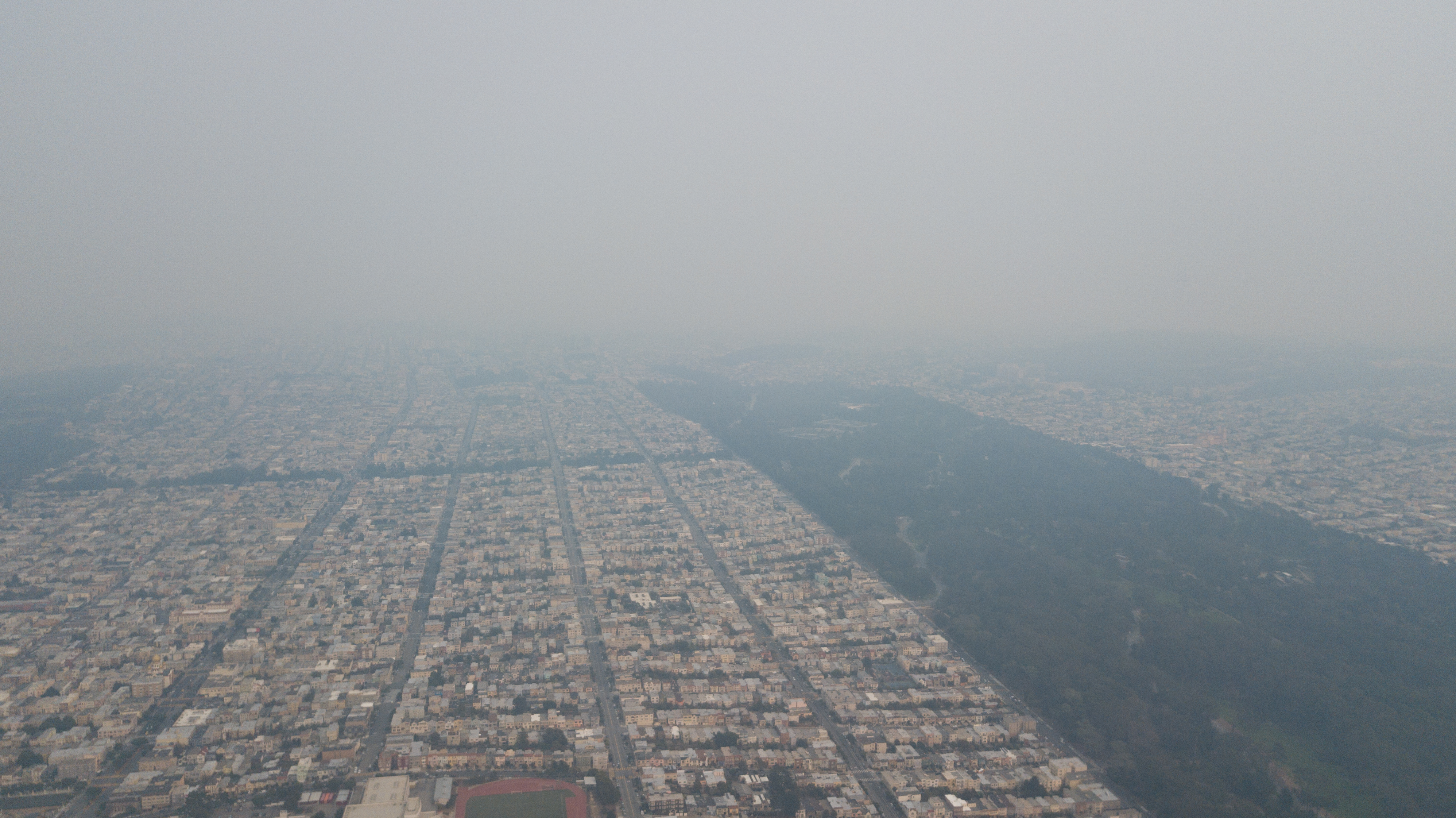
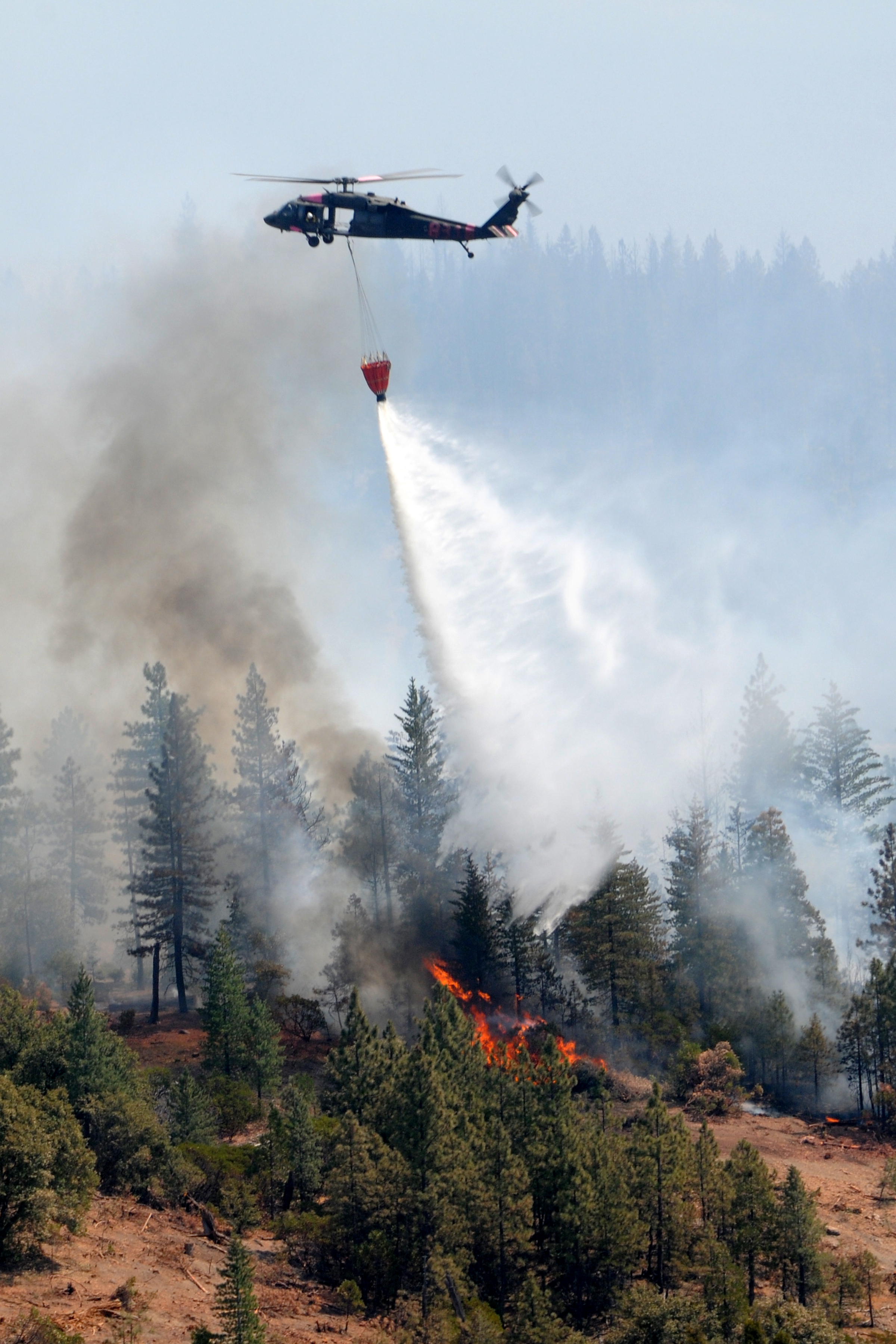
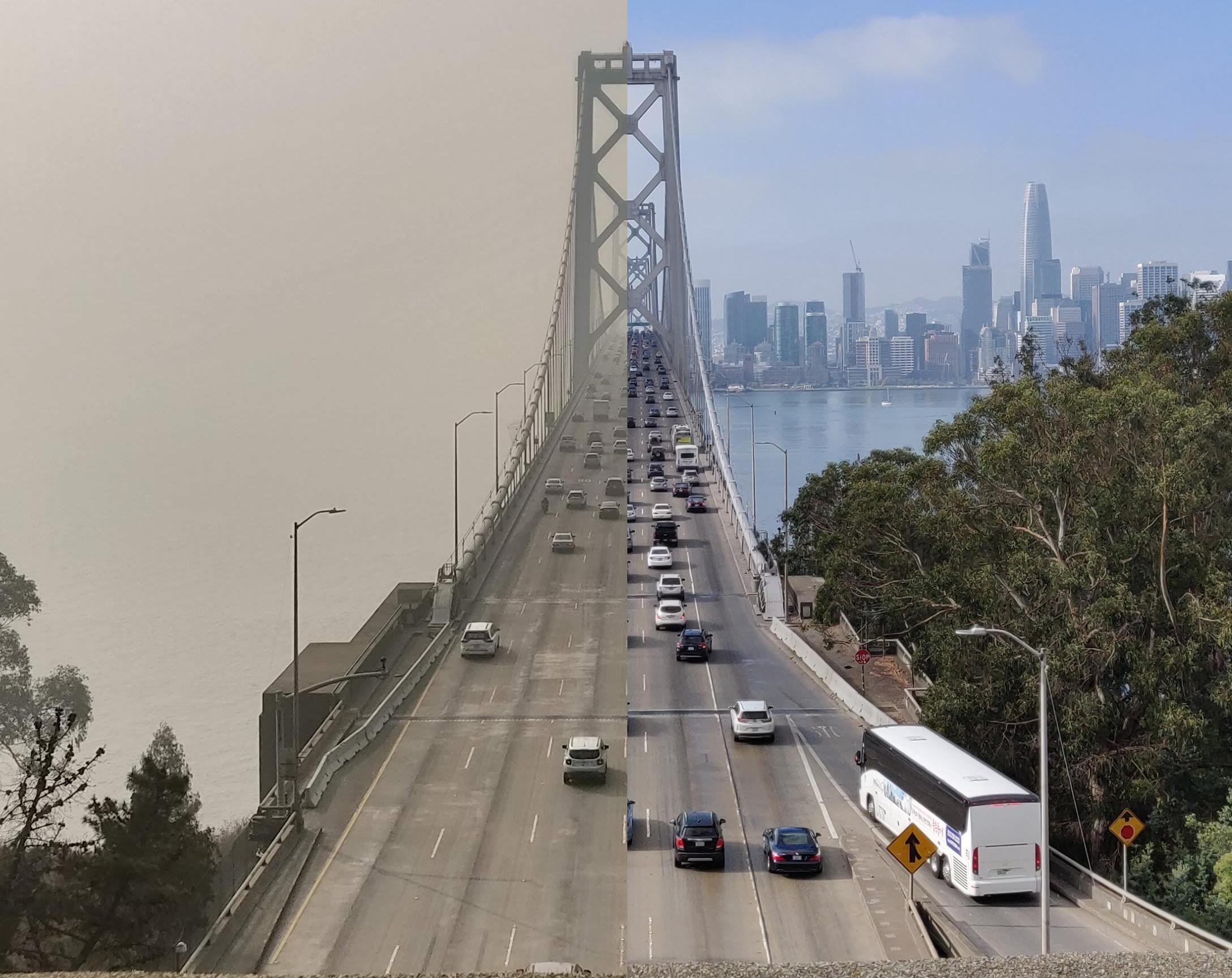